# Закшево (гміна, Александровський повіт)
Гміна Закшево (пол. Gmina Zakrzewo) — сільська гміна у північній Польщі. Належить до Александровського повіту Куявсько-Поморського воєводства.
Станом на 31 грудня 2011 у гміні проживало 3653 особи.

## Площа
Згідно з даними за 2007 рік площа гміни становила 76.08 км², у тому числі:
- орні землі: 91.00%
- ліси: 3.00%

Таким чином, площа гміни становить 16.00% площі повіту.

## Населення
Станом на 31 грудня 2011:
| Опис     | Загалом | Загалом | Чоловіки | Чоловіки | Жінки | Жінки |
| -------- | ------- | ------- | -------- | -------- | ----- | ----- |
| одиниця  | осіб    | %       | осіб     | %        | осіб  | %     |
| все      | 3653    | 100     | 1828     | 50.04    | 1825  | 49.96 |
| міське   | 0       | 100     | 0        |          | 0     |       |
| сільське | 3653    | 100     | 1828     | 50.04    | 1825  | 49.96 |

## Сусідні гміни
Гміна Закшево межує з такими гмінами: Бондково, Домброва-Біскупія, Добре, Конецьк, Осенцини.